# Lista de chuvas de meteoros
Chuvas de meteoros são produzidas quando a Terra cruza uma trilha de detritos no espaço, geralmente criadas por um cometa. Como esses detritos orbitam o Sol em órbitas quase paralelas, eles entram na atmosfera terrestre em trajetórias paralelas, criando um efeito de perspectiva que faz com que eles pareçam que estão se originando de um único ponto no céu. Este ponto é chamado radiante. Esta lista apresenta as chuvas de meteoros de acordo com os estudos da Organização Internacional de Meteoros (International Meteor Organization). Nela são fornecidas as datas, as coordenadas do radiante bem como a taxa horária zenital e a velocidade dos meteoroides. Note que estes dados são válidos somente para o ano de 2012. As chuva de meteoros variáveis são aquelas em que não foi possível determinar a taxa horária com certeza, por isso não é fornecido nenhum valor.

## Chuvas de meteoros

Meteoro das Gemínidas.

| Nome                       | Duração       | Data do pico | Ascensão recta | Declinação | Velocidade (km/s) | THZ      | Intensidade e descrição                                                  |
| -------------------------- | ------------- | ------------ | -------------- | ---------- | ----------------- | -------- | ------------------------------------------------------------------------ |
| Quadrântidas               | Dez 28-Jan 12 | Jan 4        | 230            | +49        | 41                | 120      | Forte com velocidades médias                                             |
| Alfa Centaurídeos          | Jan 28-Fev 21 | Fev 8        | 210            | -59        | 56                | 6        | Média                                                                    |
| Gama Normídeos             | Fev 25-Mar 22 | Mar 14       | 239            | -50        | 56                | 6        | Média                                                                    |
| Líridas                    | Abr 16-Abr 25 | Abr 22       | 271            | +34        | 49                | 18       | Forte com meteoros rápidos e persistentes                                |
| Pi Pupídeos                | Abr 15-Abr 28 | Abr 23       | 110            | -45        | 18                | Variável | Irregular                                                                |
| Eta Aquáridas              | Abr 19-Mai 28 | Mai 5        | 338            | -01        | 66                | 65       | Forte com meteoros muito rápidos e de grande comprimento                 |
| Eta Líridas                | Mai 3-Mai 14  | Mai 8        | 287            | +44        | 43                | 3        | Fraca                                                                    |
| Bootídeos de Junho         | Jun 28-Jun 28 | Jun 28       | 224            | +48        | 18                | Variável | Irregular                                                                |
| Piscis Austrinídeos        | Jul 15-Ago 10 | Jul 28       | 341            | -30        | 35                | 5        | Média                                                                    |
| Delta Aquáridas do Sul     | Jul 12-Ago 19 | Jul 28       | 340            | -16        | 41                | 16       | Forte com meteoros lentos e rasto comprido                               |
| Alfa Capricornídeos        | Jul 3-Ago 15  | Jul 30       | 307            | -10        | 23                | 5        | Fraca                                                                    |
| Perseidas                  | Jul 17-Ago 24 | Ago 12       | 48             | +58        | 59                | 100      | Forte e muito rápidas                                                    |
| Capa Cignídeos             | Ago 3-Ago 25  | Ago 17       | 286            | +59        | 25                | 3        | Fraca com velocidades médias e brilhantes                                |
| Alfa Aurigídeos            | Ago 25-Set 8  | Set 1        | 91             | +39        | 66                | 6        | Média com meteoros muito rápidos e persistentes                          |
| Perseidas de Setembro      | Set 5-Oct 10  | Set 8        | 48             | +40        | 64                | 5        | Média com meteoros rápidos e persistentes                                |
| Dracónidas                 | Out 6-Out 10  | Out 8        | 262            | +54        | 20                | Variável | Irregular                                                                |
| Táuridas do Sul            | Set 10-Nov 20 | Out 10       | 32             | +9         | 27                | 5        | Fraca                                                                    |
| Delta Aurigídeos           | Set 22-Out 23 | Out 10       | 84             | +44        | 64                | 2        | Fraca                                                                    |
| Épsilon Geminídeos         | Out 14-Out 27 | Out 18       | 102            | +27        | 70                | 3        | Fraca                                                                    |
| Oriónidas                  | Out 2-Nov 7   | Out 21       | 95             | +16        | 66                | 25       | Forte com meteoros rápidos e persistentes                                |
| Leo Minorídeos             | Out 21-Out 23 | Out 22       | 162            | +37        | 62                | 2        | Fraca                                                                    |
| Táuridas do Norte          | Nov 1-Nov 25  | Nov 12       | 58             | +22        | 29                | 5        | Média com meteoros muito lentos mas brilhantes                           |
| Leónidas                   | Nov 14-Nov 21 | Nov 17       | 152            | +22        | 71                | Variável | Irregular com meteoros muito rápidos, atingindo um pico de 33 em 33 anos |
| Alfa Monocerotídeos        | Nov 15-Nov 25 | Nov 21       | 117            | +01        | 65                | Variável | Irregular                                                                |
| Fenícidas                  | Nov 28-Dez 9  | Dez 6        | 18             | -53        | 18                | Variável | Irregular                                                                |
| Pupidas-Velidas            | Dec 2-Dez 16  | Dez 12       | 123            | -45        | 40                | 10       | Média                                                                    |
| Monocerotídeos             | Nov 27-Dez 17 | Dez 8        | 100            | +08        | 42                | 2        | Fraca                                                                    |
| Sigma Hidrídeos            | Dez 3-Dez 15  | Dez 12       | 127            | +02        | 58                | 3        | Fraca                                                                    |
| Gemínidas                  | Dez 7-Dez 17  | Dez 14       | 112            | +33        | 35                | 120      | Forte com velocidades médias, meteoros brancos e numerosos               |
| Coma Berenicídeos          | Dez 12-Jan 23 | Dez 20       | 175            | +18        | 65                | 3        | Fraca                                                                    |
| Leo Minorídeos de Dezembro | Dez 5-Fev 4   | Dez 19       | 161            | +30        | 64                | 5        | Média                                                                    |
| Úrsidas                    | Dez 17-Dez 26 | Dez 22       | 217            | +76        | 33                | 10       | Média                                                                    |

## Fonte Antissolar
A Fonte Antissolar é uma grande área oval no céu com área de 30° em ascensão reta e 15° em declinação, centrada 12° a leste do ponto em oposição ao Sol na eclíptica (daí o nome). Não é uma chuva de meteoros de verdade, mas é como se várias chuvas de meteoros menores tivessem seus radiantes nessa região do céu. Desde 2006 foram feitas tentativas para se identificar essas chuvas de meteoros utilizando recursos de vídeo, mas mesmo assim ainda é impossível determinar um radiante específico para as mesmas. Essa chuva dessa vez começou em 10 de dezembro de 2011 e vai até 10 de setembro de 2012, sendo que a maior atividade ocorre entre março e junho, quando a taxa horária chega a 4 meteoros.

## Chuvas de meteoros diurnas
A Organização Internacional de Meteoros já catalogou 12 chuvas de meteoros que acontecem durante o dia e, portanto, não podem ser vistas. A detecção dessas chuvas pode ser feita somente com aparelhos de rádio, que registam os rastros que os meteoros deixam. As Ariétidas  cujo pico ocorre em 8 de junho são, de entre as chuvas de meteoros diurnas, as mais fortes (a taxa horária zenital chega a 60 meteoros). Foram detectadas pela primeira vez em 1947 por operadores de rádio na Inglaterra.